# Virtual Machine Manager
Virtual Machine Manager (Paketname virt-manager) ist eine freie graphische Benutzeroberfläche zum Verwalten von Hypervisoren wie KVM, Xen oder QEMU. Das Programm basiert auf der Bibliothek libvirt und wird von Red Hat entwickelt.

virt-manager basiert auf libvirt